# Barrancas y Amate 3ra. Sección
Barrancas y Amate 3ra. Sección är en ort i Mexiko.   Den ligger i kommunen Centro och delstaten Tabasco, i den sydöstra delen av landet, 700 km öster om huvudstaden Mexico City. Barrancas y Amate 3ra. Sección ligger 19 meter över havet och antalet invånare är 1 095.
Terrängen runt Barrancas y Amate 3ra. Sección är platt. Runt Barrancas y Amate 3ra. Sección är det tätbefolkat, med 427 invånare per kvadratkilometer. Närmaste större samhälle är Villahermosa, 17,9 km väster om Barrancas y Amate 3ra. Sección. Trakten runt Barrancas y Amate 3ra. Sección består till största delen av jordbruksmark.